# Bertil Almgren (förlagsman)
Sten Bertil Ludvig Almgren, född 14 december 1932 i Oscars församling i Stockholm, död 1 juni 2018 i Oscars distrikt i Stockholm, var en svensk förlagsman.
Efter akademiska studier blev Almgren filosofie magister i Stockholm 1958. Han var förlagsredaktör på Bonniers och Forums fackboksredaktion 1958–1963, redaktör för När Var Hur 1962 och 1963, chef för ICA-förlaget 1963–1969, anställd av Albert Bonniers Förlag AB 1969–1971, bedrev egen konsultverksamhet 1971–1974, var förlagschef på Liber Grafiska AB 1974–1979, förlagsdirektör på Askild & Kärnekull Förlag AB 1980–1982 och startade egen konsultverksamhet under namnet Book Promotion 1982.
Bertil Almgren var son till löjtnant och fäktare Gustav Almgren och Eva Block samt efter faderns tidiga bortgång styvson till Erik Glemme. Almgren var gift från 1957 med Agneta Hult (1934–1974) och 1975–1988 med Sinikka Ortmark, född Saarinen.